# Quirl-Tännel
Der Quirl-Tännel (Elatine alsinastrum), auch Quirlblättriger Tännel oder Mierenstern-Tännel genannt, ist eine Pflanzenart aus der Gattung Tännel (Elatine) innerhalb der Familie der Tännelgewächse (Elatinaceae).

## Beschreibung

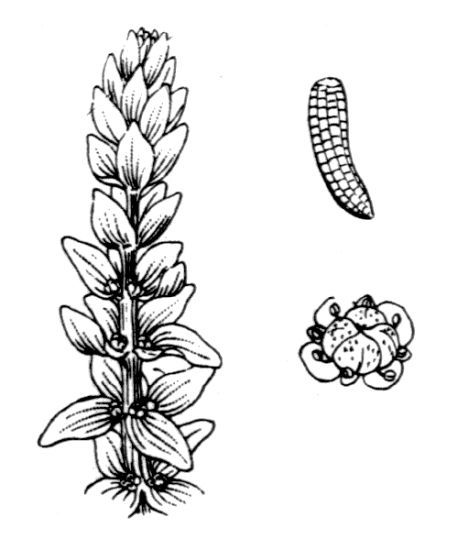
Illustration

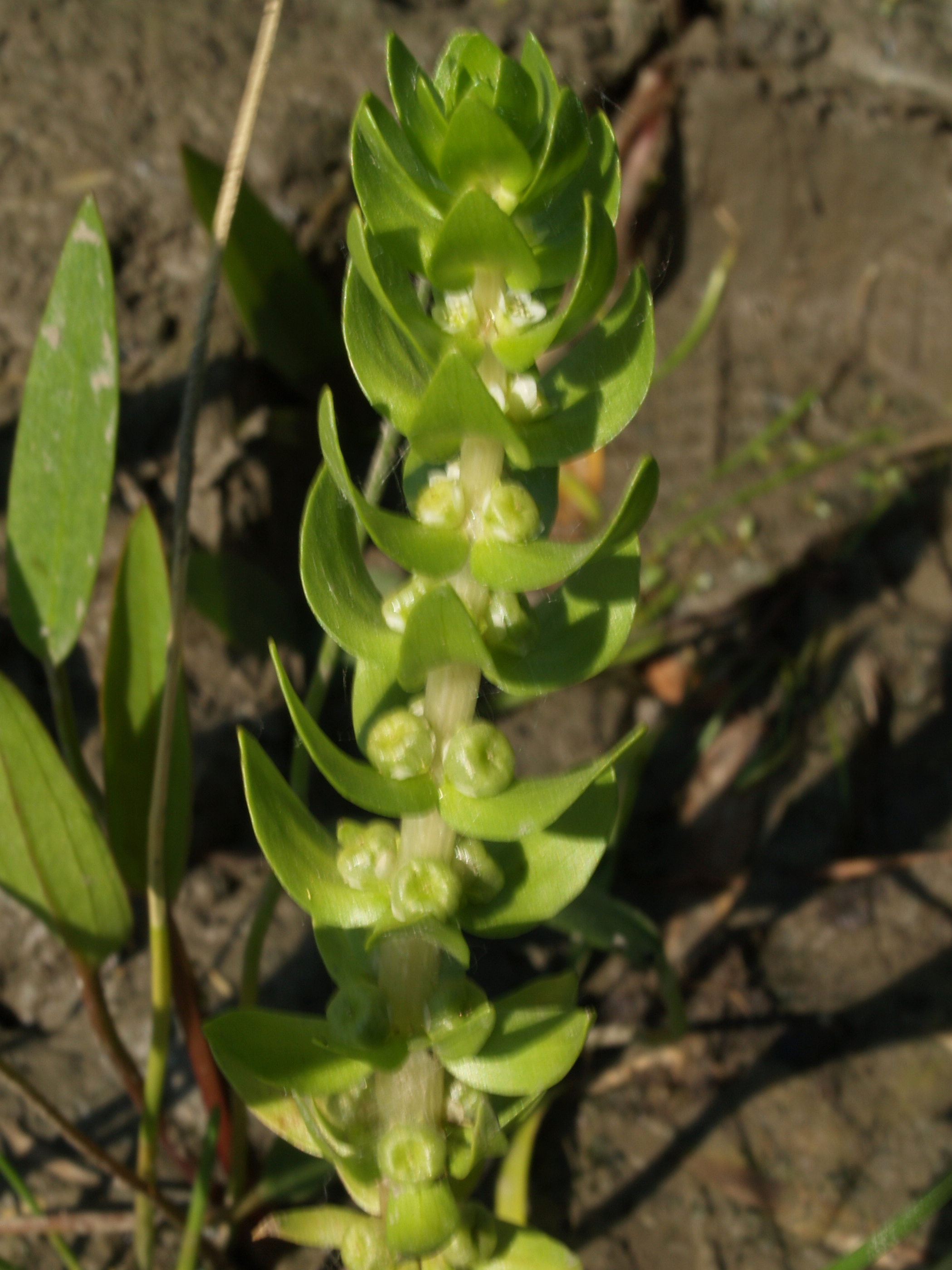
Blütenstand

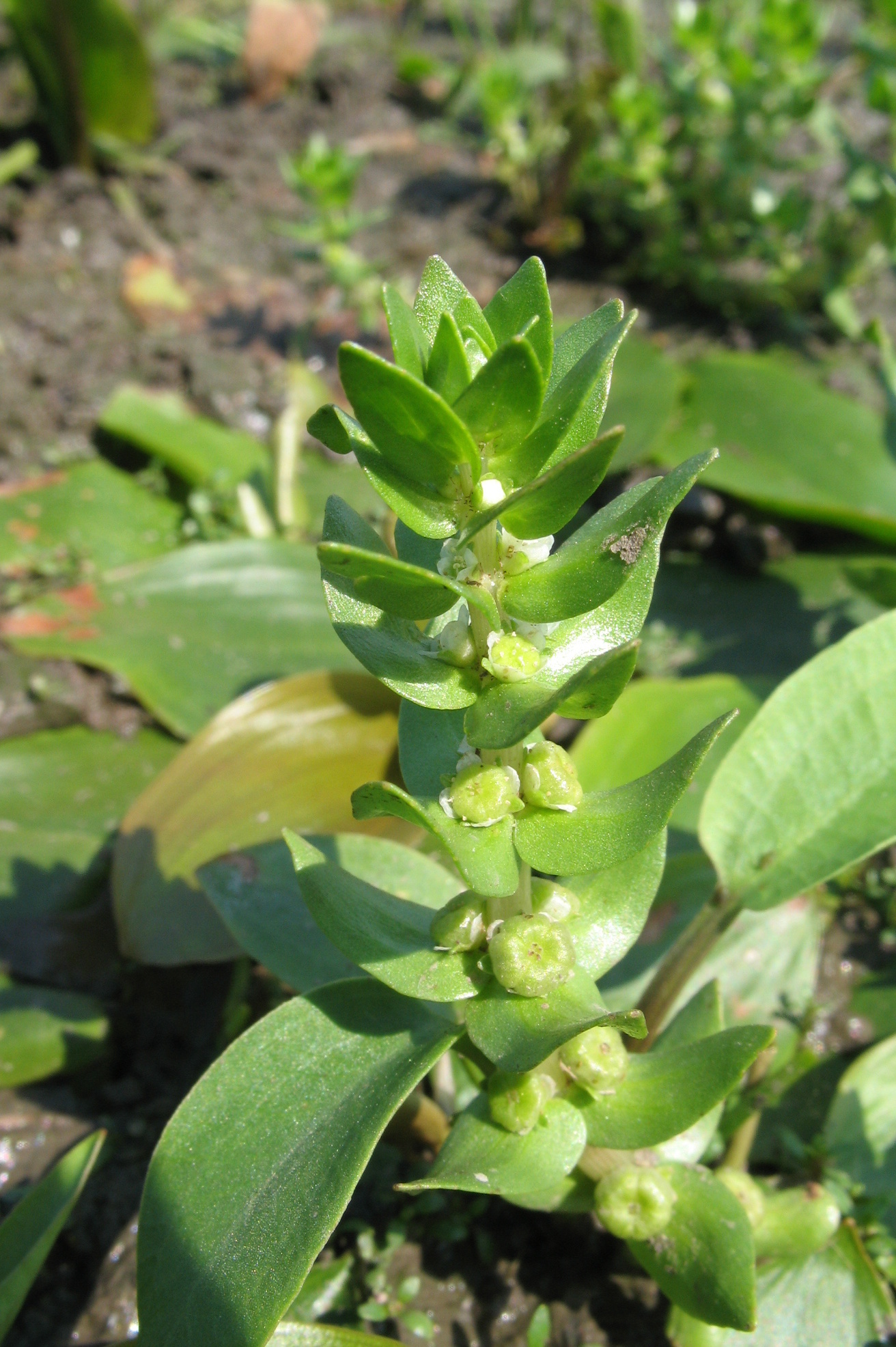
Emerses Pflanzenexemplar

### Vegetative Merkmale
Der Quirl-Tännel wächst als überwinternd grüne, einjährige krautige Pflanze, die Wuchshöhen von meist 20 bis 50, selten bis zu 100 Zentimetern erreicht. Der aufrechte oder aufsteigende Stängel ist einfach oder am Grunde verzweigt. Er wurzelt an den unteren Knoten.
Die quirlig am Stängel angeordneten Laubblätter sind sitzend. Die in 8- bis 16-zähligen Quirlen stehenden Unterwasserblätter sind bei einer Länge von etwa 5 Zentimetern schmal-linealisch. Die meist in drei- bis selten sechszähligen Quirlen stehenden außerhalb des Wassers befindlichen Laubblätter sind ungestielt und bei einer Länge von 6 bis 12 Millimetern und einer Breite von 3 bis 8 Millimetern eiförmig und grünlich.

### Generative Merkmale
Die Blütezeit reicht in Mitteleuropa von Juni bis September, im südlichen Spanien von März bis Juni. Die Blüten stehen einzeln in den Achseln der Überwasserblätter. Die Blüten sind vierzählig, mit vier am Grund verwachsenen Kelchblättern, vier grünlich-weißen Kronblättern und acht in zwei Kreisen angeordneten Staubblättern. Die Frucht ist eine zartwandige, fast kugelige, etwas niedergedrückte Kapsel, die mit vier Klappen aufspringt. Die Samen sind walzlich und 0,6 bis 0,8 Millimeter lang.
Die Chromosomenzahl beträgt 2n = ca. 40.

## Ökologie
Beim Quirl-Tännel handelt es sich um einen helomorphen Hydrophyten sowie Therophyten. Er entwickelt Wasserformen und Landformen. Die Wasserformen erinnern an den Gewöhnlichen Tannenwedel (Hippuris vulgaris), sind aber zarter und heller grün. Beim Wachsen aus dem Wasser verringert sich rasch die Zahl der Blätter pro Wirtel und die Laubblätter werden kürzer und breiter. Über Wasser entstehen nur noch Blätter in meist dreizähligen Quirlen und in ihren Achseln die Blüten.
Es liegt Insektenbestäubung oder Selbstbestäubung in der Knospe vor. Bei den Diasporen erfolgt Klettausbreitung.

## Vorkommen

### Verbreitung
Der Quirl-Tännel ist ein Euro-Siberisches Submediterranes Florenelement. Der Quirl-Tännel besitzt ein disjunktes Areal von Europa bis Westsibirien, und von Nordafrika bis Zentralasien. Eine größere Verbreitungsdichte gibt es im westlichen sowie im zentralen Frankreich, im nordöstlichen Mitteleuropa, im mittleren Osteuropa und in Kasachstan. Die Nordgrenze liegt im südlichen Finnland bei 63° nördlicher Breite, die Ostgrenze liegt in Westsibirien. Arealsplitter findet man in Nordafrika und in der Kolchis. In Mitteleuropa findet man ihn vereinzelt im mittleren und östlichen Tiefland, im westlichen Harzvorland, am Oberlauf der Ruhr, am Main, an Mittel- und Oberrhein, am Luganersee und in Niederösterreich.
2015 wurden neue Fundorte in der türkischen Provinz Çanakkale nachgewiesen.

### Standortbedingungen
Der Quirl-Tännel gedeiht am besten in nährstoffreichen, sandig-schlammigen, ja zeitweise überschwemmten Böden. Er besiedelt flache Ufer und wenig tiefe Böden von Teichen und Tümpeln, geht aber auch in die Uferzonen von Altwassern. Er ist eine Verbandscharakterart des Nanocyperion.
Die ökologischen Zeigerwerte nach Landolt et al. 2010 sind in der Schweiz: Feuchtezahl F = 4+w+ (nass aber stark wechselnd), Lichtzahl L = 4 (hell), Reaktionszahl R = 2 (sauer), Temperaturzahl T = 4+ (warm-kollin), Nährstoffzahl N = 4 (nährstoffreich), Kontinentalitätszahl K = 2 (subozeanisch), Salztoleranz 1 = tolerant.

### Gefährdung und Bestandsentwicklung
In verschiedenen Regionen Zentraleuropas ist der Quirl-Tännel „stark gefährdet“. Der Quirl-Tännel ist nach Bundesartenschutzverordnung (BArtSchV) in Deutschland nicht besonders geschützt. In Deutschland nimmt der Quirl-Tännel sehr stark ab. In acht Bundesländern Deutschlands ist der Quirl-Tännel auf den Roten Listen als „ausgestorben“ verzeichnet, nur in Berlin und Brandenburg gilt er als „stark gefährdet“ und in allen übrigen als „vom Aussterben bedroht“. In der Schweiz ist der Quirl-Tännel ausgestorben und kam nur im Mittelland sowie an der Alpensüdflanke vor. 
Die Hauptgefährdungsursachen des Rückgangs liegen in einer intensivierten Teichwirtschaft. Eine langfristig extensive Bewirtschaftung von Teichen sollte als Artenhilfsmaßnahme sichergestellt werden.

## Systematik
Diese Art wurde erstmals 1727 durch Sébastien Vaillant posthum in seinem Werk Botanicon Parisiense als Alsinastrum Galii folio beschrieben. Die gültige Erstveröffentlichung von Elatine alsinastrum erfolgte 1753 durch Carl von Linné in Species Plantarum, ..., Tomus I, Seite 368.
Elatine alsinastrum ist die einzige Art der Untergattung Potamopithys (Adanson) Seub. aus der Gattung Elatine.